# Ilya Salkind
Ilya Salkind (* 27. Juli 1947 in Mexiko-Stadt, Mexiko) ist ein international tätiger Filmproduzent.

## Leben
Der Sohn des Filmproduzenten Alexander Salkind kam über seinen Vater zum Film und erhielt seinen ersten Job als Laufbursche bei der Großproduktion Cervantes – Der Abenteurer des Königs. 1968 stand er mit einer kleinen Rolle an der Seite der beiden altgedienten Hollywoodstars Robert Taylor und Charles Boyer in dem Kalten-Kriegs- und Agentenfilm „Le rouble à deux faces“ vor der Kamera. 
Mit Beginn der 1970er Jahre wurde Salkind junior unter der Leitung seines Vaters als Produktions- bzw. Herstellungsleiter eingesetzt und war von Anbeginn an internationalen Co-Produktionen mit großem Staraufgebot (u. a. mit Kirk Douglas, Yul Brynner, Richard Burton, Stephen Boyd) beteiligt. Ein besonderer Erfolg war ihm 1973/74 mit der Herstellung der zwei berühmten Drei-Musketiere-Verfilmungen Richard Lesters, Die drei Musketiere und Die vier Musketiere – Die Rache der Mylady, beschieden.
1977 hob Ilya an der Seite seines Vaters Alexander und Pierre Spenglers die kassenträchtige Superman-Reihe mit Christopher Reeve aus der Taufe. Ilya Salkinds ehrgeizigstes Projekt wurde 1992 anlässlich des 500. Jahrestags der (Wieder-)Entdeckung Amerikas durch Columbus der Film Christopher Columbus – Der Entdecker mit Marlon Brando in einer tragenden Nebenrolle. Danach blieb Ilya Salkind bis weit in das neue Jahrtausend filminaktiv und kehrte erst 2010 erneut mit einer Großproduktion rund um eine historische Persönlichkeit, diesmal Alexander der Große, zum Kino zurück.
Ilya Salkind war unter anderem mit der US-amerikanischen Schauspielerin Skye Aubrey (* 1945) und mit Charlie Chaplins Tochter Jane Chaplin (* 1957), die in Salkinds Columbus-Film mitgewirkt hatte, verheiratet. Mit einer weiteren Ehefrau hat er einen gemeinsamen Sohn namens Alexis.

## Filmografie (Auswahl)
- 1971: Das Licht am Ende der Welt (The Light at the Edge of the World)
- 1971: Kill!
- 1973: Die drei Musketiere (The Three Musketeers)
- 1974: Die vier Musketiere – Die Rache der Mylady (The Four Musketeers)
- 1976: Die verrückten Reichen (Folies bourgeoises)
- 1977: Der Prinz und der Bettler (Crossed Swords)
- 1978: Superman
- 1980: Superman II – Allein gegen alle (Superman II)
- 1983: Superman III – Der stählerne Blitz (Superman III)
- 1984: Supergirl
- 1985: Santa Claus
- 1987: Superman IV – Die Welt am Abgrund (Superman IV – The Quest for Peace)
- 1988–1992: Superboy (Fernsehserie)
- 1992: Christopher Columbus – Der Entdecker (Christopher Columbus: The Discovery)
- 2010: Young Alexander the Great
- 2015: Dancing for My Havana